# Agrypon dozense
Agrypon dozense är en stekelart som beskrevs av Cheesman 1953. Agrypon dozense ingår i släktet Agrypon och familjen brokparasitsteklar. Inga underarter finns listade i Catalogue of Life.